# Madanpur
Madanpur fou un estat tributari protegit del tipus zamindari, al tahsil de Mungeli del districte de Bilaspur, a les Províncies Centrals, avui a Chhattisgarh. La superfície era de 65 km² i la població el 1881 de 7.616 habitants repartits en 38 pobles; el cultiu principal era l'arròs; el zamindar era d'origen gond i va obtenir el territori el 1812.